# Schauenstein (město)
Schauenstein je město v německé spolkové zemi Bavorsko, v zemském okresu Hof.

## Geografie

### Místní části
Obec je oficiálně rozdělena na 18 částí:
| - Adlanz - Dorschenhammer - Finkenflug - Hagenmühle - Haueisen - Kleinschmiedenhammer | - Lehstenmühle - Loh - Neudorf - Haidengrün - Mühldorf - Papiermühle | - Pinzig - Schafhof - Schauenstein - Uschertsgrün - Volkmannsgrün - Windischengrün |

## Historie
První písemná zmínka o obci je z roku 1230. V roce 1291 byla povýšena na město. Od roku 1792 patřilo pod Prusko, po tylžském míru v roce 1807 pod Francii a v roce 1810 připadlo Bavorsku. V roce 1818 vznikla současná obec.
Po konci 2. světové války zde americké vojenské síly zřídily přechodný záchytný tábor pro židovské osoby, který spravovala UNRRA. Dočasně se na území obce ukrýval válečný zločinec Josef Mengele.
1. ledna 1972 byly k území připojeny obce Neudorf a Volkmannsgrün.

## Památky
- hrad Schauenstein
- pomník 31 obětem koncentračního tábora, které jsou pohřbeny na místním hřbitově